# Brasserie de la Senne
De Brasserie de la Senne is een Belgische brouwerij in Brussel.

## Historiek
De brouwerij is het initiatief van Bernard Leboucq en Yvan De Baets. Leboucq begon in 2003 de Sint-Pietersbrouwerij in de voormalige geuzestekerij Moriau in Sint-Pieters-Leeuw. Hier ging hij verder met het kleinschalige brouwen van Zinnebir, gecreëerd naar aanleiding van de Zinneke Parade. De Baets werkte bij Brouwerij De Ranke in Dottenijs. De twee besloten in 2006 samen een brouwerij te beginnen, de Zennebrouwerij. Aangezien het gebouw in Sint-Pieters-Leeuw niet langer beschikbaar was, werd als voorlopige oplossing voor de productie uitgeweken naar Brouwerij De Ranke, waar ze de installaties afhuurden en zelf brouwden.
De brouwers vonden in Brussel een geschikte locatie: een gewezen industriële bakkerij in Sint-Jans-Molenbeek. Eind 2010 werd een eerste testbrouwsel op de nieuwe locatie gemaakt.
Tijdens de eerste Brussels Beer Challenge in 2012 behaalde de brouwerij een gouden medaille.
Door de stijgende productie werd de brouwlocatie te klein en in 2016 werd besloten een nieuwe brouwerij te bouwen nabij de Havenlaan te Brussel.

## Werkwijze
Leboucq en De Baets doen alles zelf, op ambachtelijke wijze. De bieren worden gefilterd noch gepasteuriseerd en er worden geen additieven aan toegevoegd. Volgens de filosofie van de brouwers maken ze niet noodzakelijk sterke, maar wel karaktervolle bieren.

## Bieren
Vast aanbod:
- Stouterik, stout, 4,5%
- Taras Boulba, blond, 4,5%
- Zinnebir, blond, 6%
- Jambe-de-bois, tripel, 8%
- Zenne Pils, 4,9%
- Brusseleir zwet IPA, 8%
- Bruxellensis, Brett Pale Ale, 6,5%

Seizoensbieren:
- Brussels Calling, bitterblond, 5%
- Saison du Meyboom, 5,5%
- Winter Mess, winterbier, 8,5%

Deze bieren worden niet meer gebrouwen:
- Zwarte Piet, 8,2%
- Crianza, 7%
- Equinox, winterbier, 8%
- Saison de la Senne, 4,3%

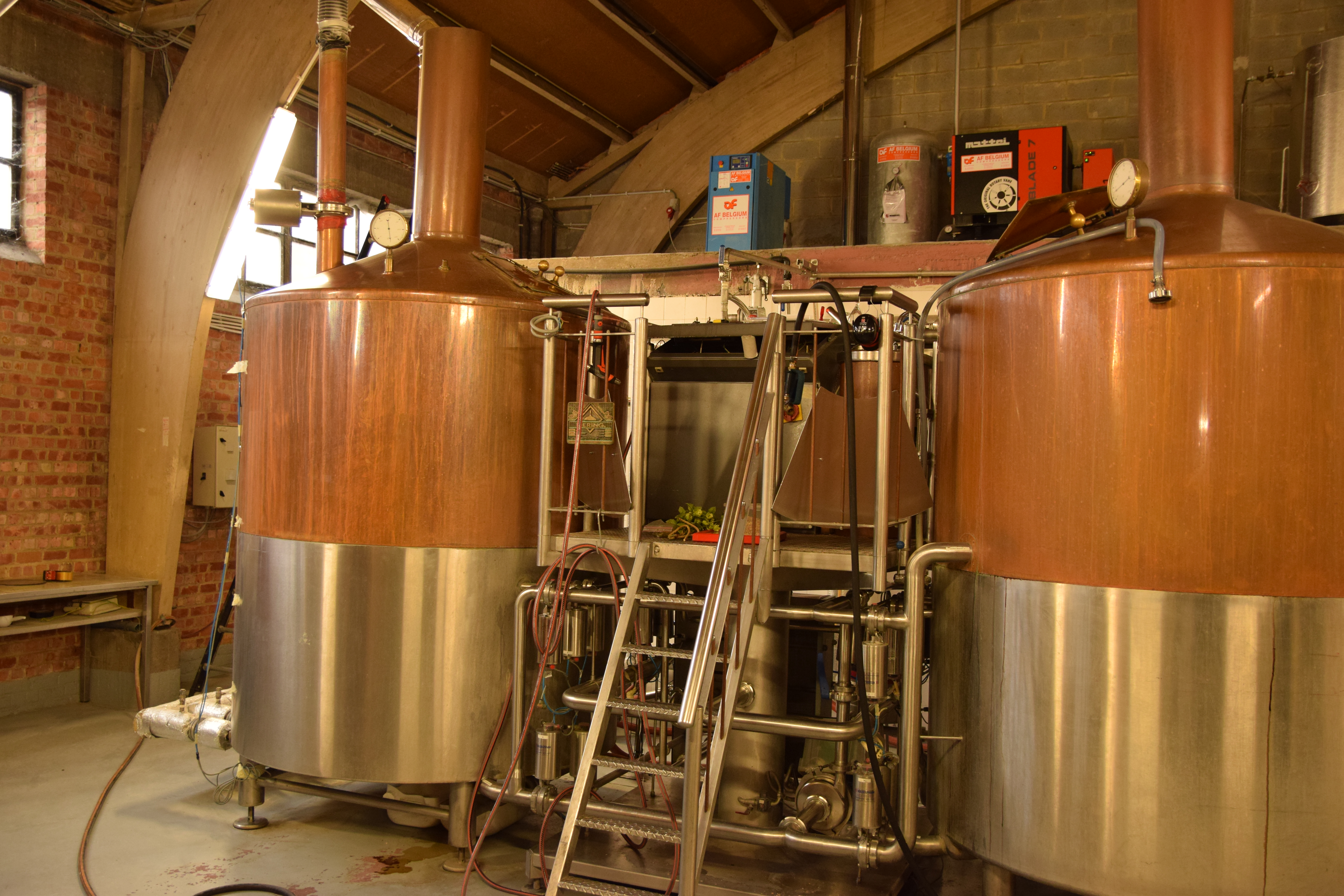
Brouwzaal
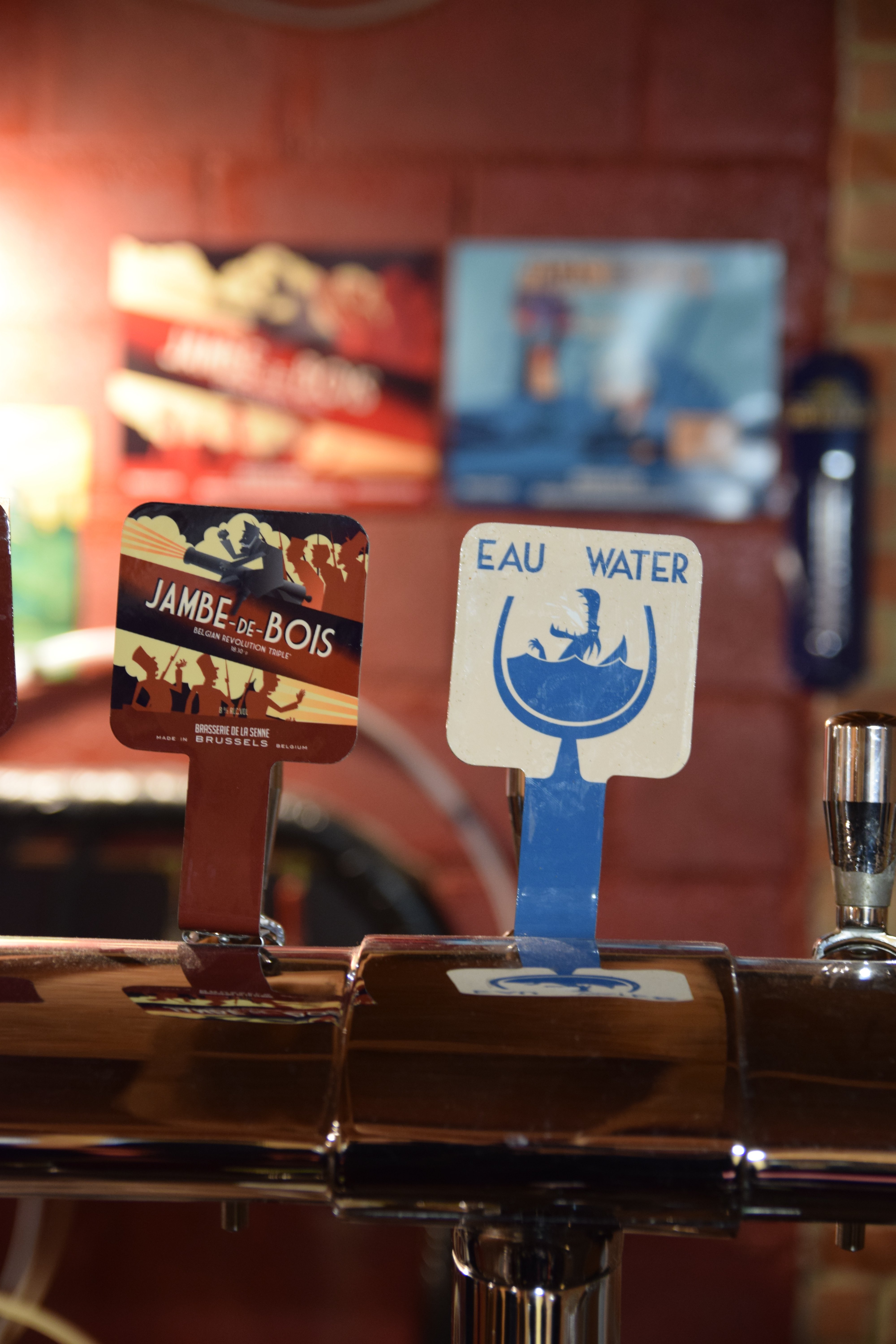
Tap in de brasserie
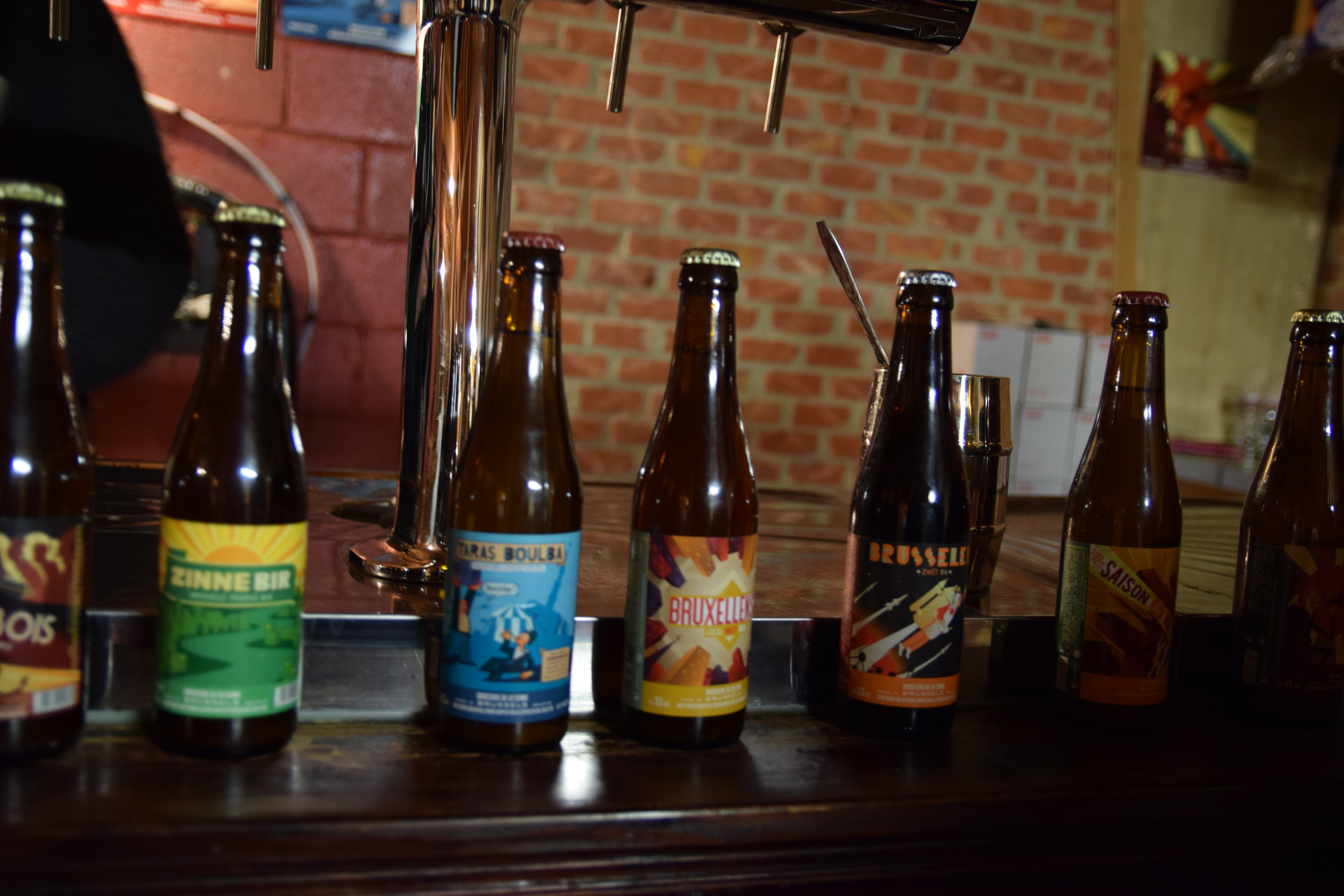
Enkele verschillende biersoorten op een rijtje